# Base aérienne de Diaguilevo
La base aérienne de Diaguilevo (en russe : авиабаза Дягилево) est une base militaire située dans l'arrondissement de Moscou de la ville de Riazan, dans l'oblast du même nom, en Russie.

## Histoire

### Muséeum
La base possède aussi un musée de l'aviation de bombardement à long rayon d'action.

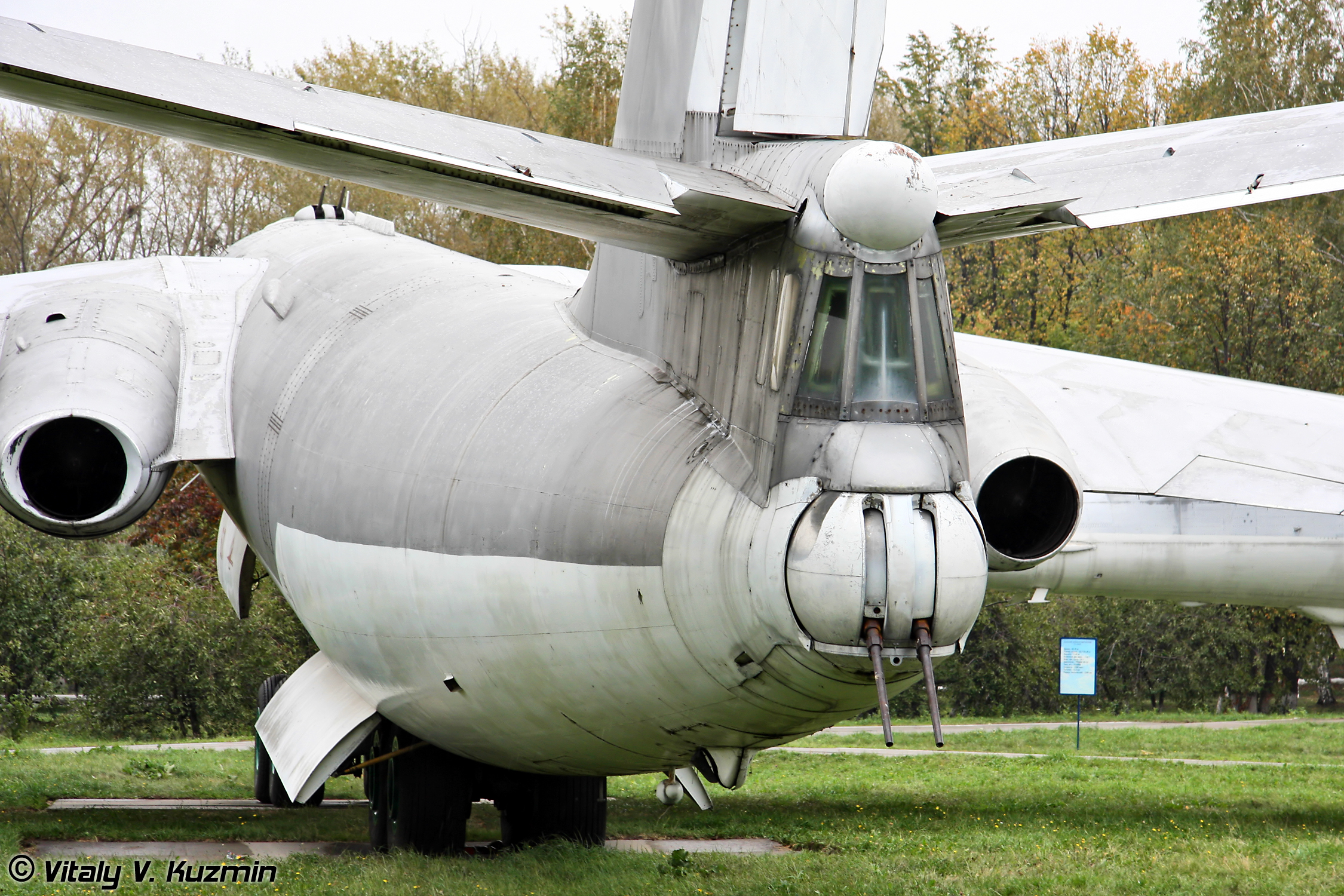
Un Miassichtchev M-4-2
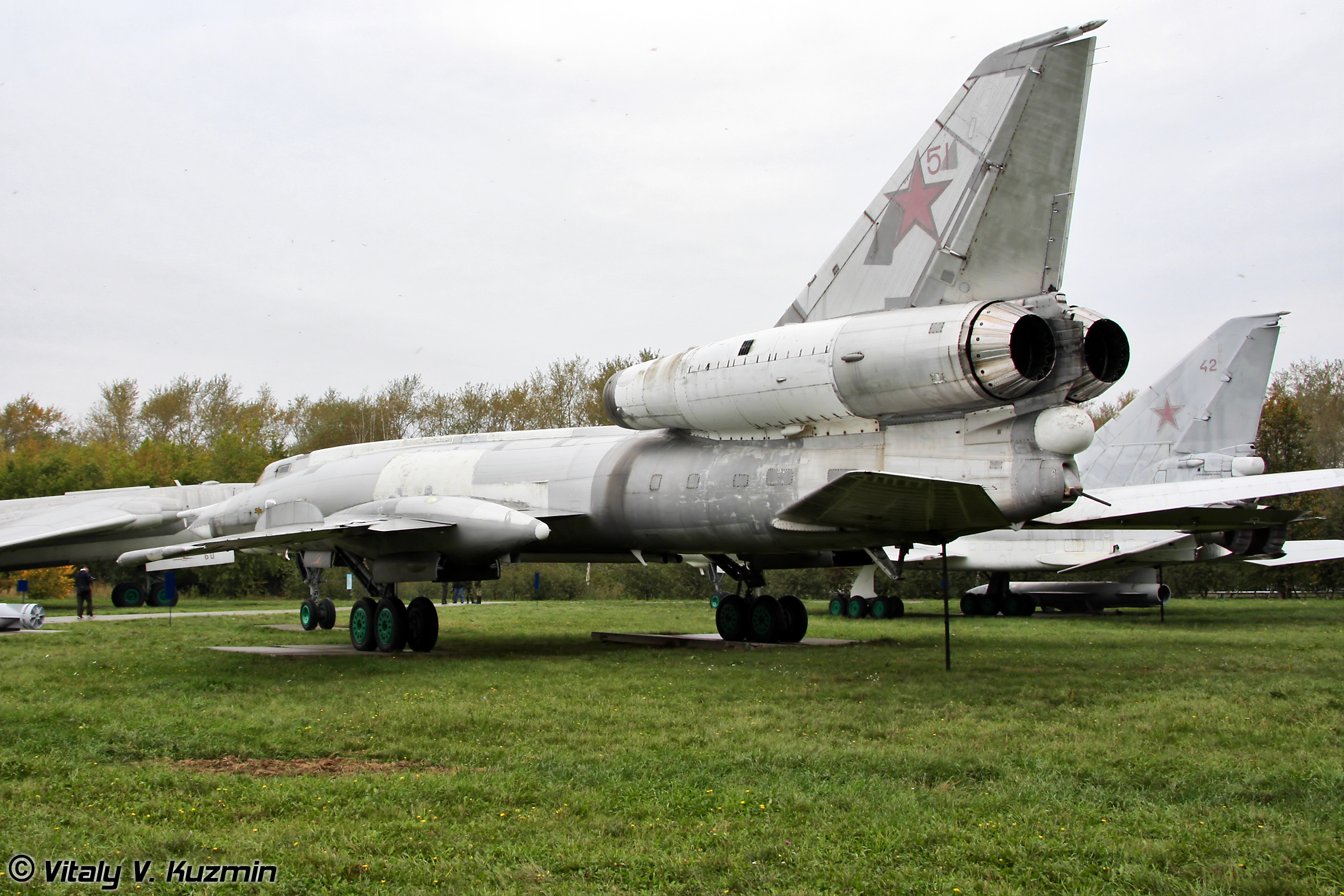
un Tu-22PD
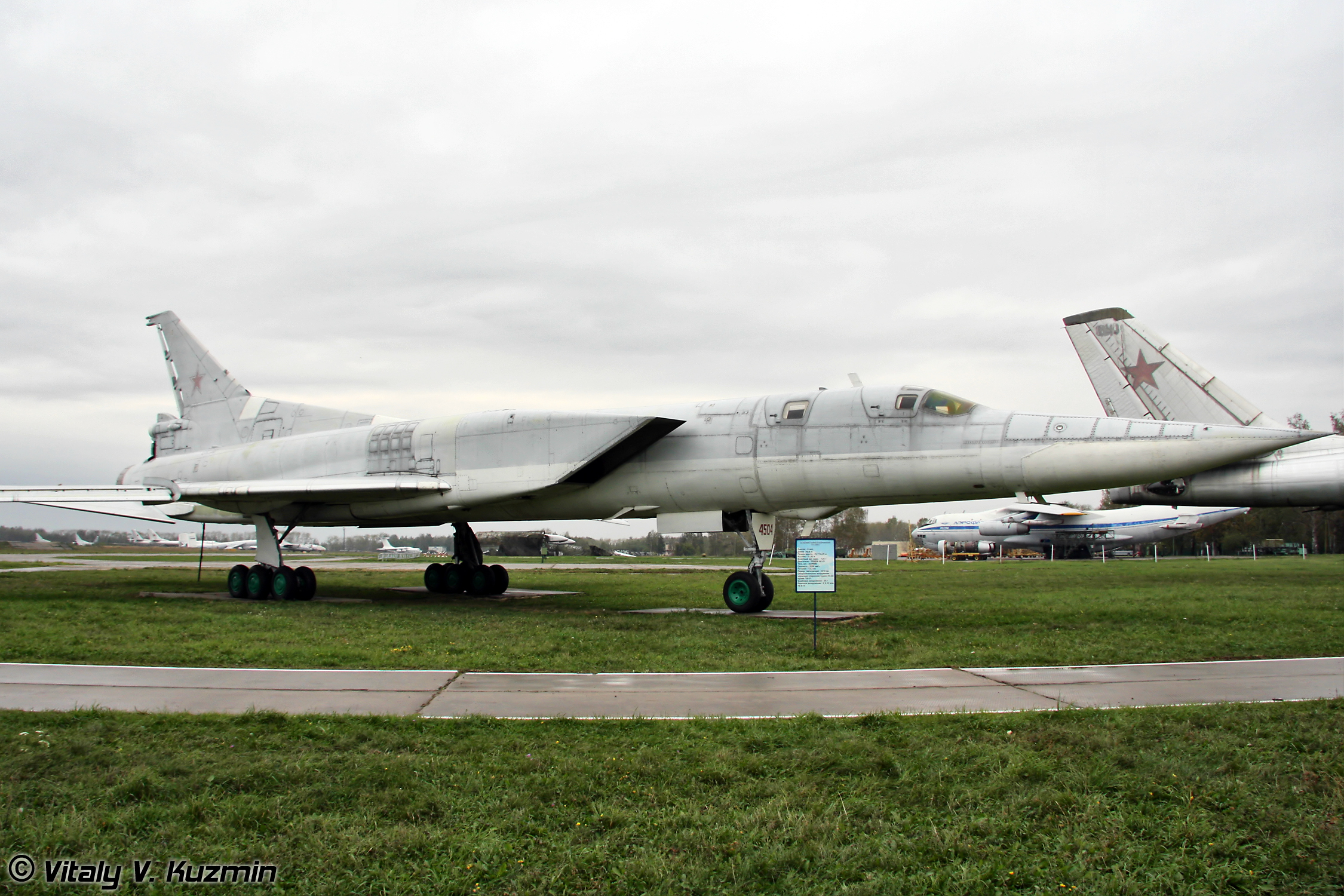
un Tu-22M3

### Guerre russo-ukrainienne
Le 5 décembre 2022, dans le cadre de l'invasion de l'Ukraine par la Russie en 2022, les bases aériennes de l’aviation à long rayon d'action de Diaguilevo et Engels-2 sont attaquées avec des drones ukrainiens de conception soviétique,. Selon le FSB, au moins un Tupolev Tu-141 est employé contre Diaguilevo. Cela a entraîné la mort de trois militaires et en a blessé sept autres. En outre, trois bombardiers Tu-22M3 situés sur l'aérodrome, un missile guidé par avion X-32, deux véhicules ZIL et Kia Sorento, ainsi que deux bâtiments des services d'ingénierie aéronautique de l'escadron ont été endommagés.
Le 1er juin 2025, elle est l'une des cibles d'attaques coordonnées contre plusieurs bases aériennes stratégiques à travers le territoire russe lors de l'opération Toile d'araignée.